# ビジュアルアーツ
株式会社ビジュアルアーツ（英: VISUALARTS Co.,Ltd.）は、各種ゲームコンテンツの制作・販売、これらを原作としたアニメーション制作および出資、音楽CDの販売・配信、イベントコンサートの主催などを主な事業内容とする日本の企業。テンセント・ホールディングスの完全子会社。コンピュータソフトウェア倫理機構正会員。
ゲームブランドの「Key」は同社の直営ブランドとして有名である。また、PCゲームのフランチャイズ業務を行っていることから、パートナーに複数のコンピューターゲームブランドを擁している。

## 概要
PCゲームおよびそのフランチャイズ業務から起業し、現在はアニメーションや海外イベントへの出展など、多くの関連事業に進出し、多角化に成功している。
それぞれの開発者が苦労して作り上げたゲームが似た内容になっていたことから、自社開発したゲームエンジン (AVG32, RealLive, SiglusEngine) をパートナーのブランドに供給し、これを利用して制作されたゲームを管理・販売する方式をとっている。
そのほか、ゲームソフトからの派生商品として、ゲーム内で使われた楽曲のCDを販売している。特にI'veのアルバムCDの販売元として知られ、2005年10月15日には日本武道館において業界初の武道館ライブを行った。
2008年（平成20年）10月にはVA文庫を創刊し、出版業に進出している。(それ以前にまるごと美少女一週間を発行していた系列会社イズミ出版があった。)
2010年（平成22年）3月には『着メロ』の商標権を東京都のインターネット公売で落札した。なお、その理由として「一般名詞化するほどの商標が市場に出回ることはあまりなく、チャンスだと考えた」とコメントしている。
2012年（平成24年）7月29日には、ビジュアルアーツ創立20周年を記念したイベントとして、「ビジュアルアーツ大感謝祭 「Shift:NEXT →Generation!」 -きみとかなでるあしたへのうた-」を横浜アリーナにて開催した。ライブではKey Sounds LabelとI'veの楽曲からパートナーブランドのゲームに関連するものが演奏された。
2013年（平成25年）3月、それまで使用していた通販システムを一新し、新システムに移行した。これに伴い、同年8月、2013年（平成25年）9月27日発売の「SAGA PLANETS」ブランドのアダルトゲーム『カルマルカ*サークル』の予約受付からは年齢制限付商品のオフィシャル通信販売を「BGameBox」（2013年7月19日サイト閉鎖）での委託受付から自社通販サイト「VA購買部+」での受付に切り替えた。
2019年（令和元年）12月21日に英文社名、コーポレートロゴをこれまでのVisualArt'sからVISUAL ARTSに変更。なお日本語社名と読みに変更はない。
2022年（令和4年）5月23日、新設分割により新設するイープロダクト株式会社（大阪府大阪市北区）に対して成人向けゲーム事業に関する権利業務を承継させることを官報に公告した。
2022年（令和4年）9月、書籍レーベル「キネティックノベルス」を創刊。
2023年7月、代表の馬場が非上場企業であったビジュアルアーツについて、自身の不測の事態による各権利の散逸を防ぐ目的も兼ねて上場する手段の一環として、中国の多国籍企業テンセント・ホールディングスに全株式を譲渡し同社の子会社になることを発表。あわせて後任の社長として天雲玄樹（丘野塔也）が就任、馬場は引退し相談役に就任することを発表した。

## 沿革
- 1991年（平成3年）

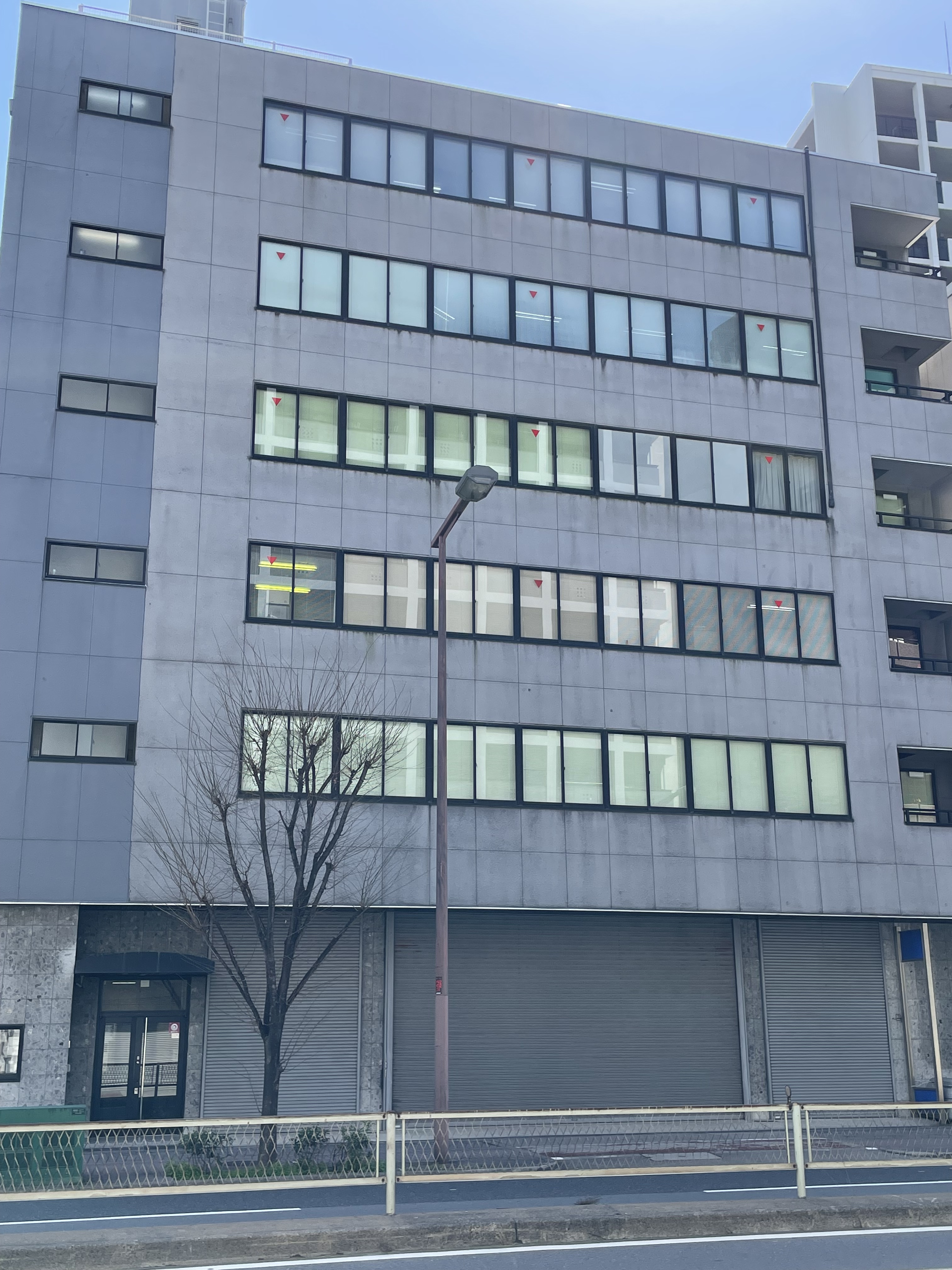
2007年から2024年まで本社が入居していたVA第一ビル

  - 3月 - 大阪市北区菅栄町にて株式会社ビジュアルアーティストオフィス設立。
  - 12月 - 初のPCゲームソフト『しぇいくしぇいく!』を発売
- 1992年（平成4年）
  - PCゲーム・フランチャイズ業務を開始
- 1996年（平成8年）
  - 5月 - ゲームエンジン『AVG32』開発。
  - 8月 - 株式会社ビジュアルアーツに社名変更、大阪市北区東天満に移転。
- 1998年（平成10年）
  - 7月 - 『Key』開発室発足。
  - 12月 - 音楽集団『I've』ブランド発足。
- 1999年（平成11年）
  - 6月 - Keyブランド『Kanon』を発売。
  - 12月 - 東京支社を開設。
- 2001年（平成13年）
  - 『Key Sounds Label』発足。
  - 9月 - ゲームエンジン『RealLive』開発。
- 2002年（平成14年） - フジテレビ系にて『TVアニメーション Kanon』（制作：東映アニメーション）開始
- 2004年（平成16年） - キネティックノベルを開始。
- 2005年（平成17年）
  - 1月 - BS-iにてTVアニメ『AIR』（制作：京都アニメーション）を放送開始
  - 2月 - 劇場アニメーション『AIR』封切り（制作：東映アニメーション 監督：出崎統）
  - 10月 - 『I'VE in BUDOKAN 2005～Open the Birth Gate～』を日本武道館にて開催
- 2006年（平成18年）
  - 3月 - 株式会社プロトタイプ設立。
  - 6月 - 携帯電話向けコンテンツビジュアルアーツ★Mottoを開始。『pekoe』ブランド発足。
  - 10月 - BS-iにてTVアニメ『Kanon』（制作：京都アニメーション）を放送開始
- 2007年（平成19年）
  - 7月 - visualstyleを創刊。
  - 9月 - 劇場アニメーション『CLANNAD』封切り（制作：東映アニメーション 監督：出崎統）
  - 10月 - BS-iとTBS系列にてTVアニメ『CLANNAD』（制作：京都アニメーション）放送開始
  - 10月 - 本社をVA第一ビルに移転。
- 2008年（平成20年）
  - 10月 - BS-iとTBS系列にてTVアニメ『CLANNAD～AFTER STORY～』（制作：京都アニメーション）放送開始
  - VA文庫を創刊。
- 2009年（平成21年） - 東京録音スタジオ新設。
- 2010年（平成22年）
  - 3月 - 商標「着メロ」を東京都公売より落札（総額2,550万円）
  - 4月 - MBS・TBS系列ほかにて、初のオリジナルTVアニメ『Angel Beats!』を放送開始
  - キネティックノベル大賞設立。ゲームエンジン『Siglus』開発。
  - テレビアニメ『Angel Beats!』を放送開始。
- 2011年（平成23年）
  - 『あそべる！ BD-GAME』発足。ビジュアルアーツ20周年記念ブランド『tone work's』発足。
  - ビジュアルアーツ★MottoSPオープン。
  - 11月 - AVG汎用システム「FlixEngine」開発
- 2012年（平成24年）
  - 『VA20周年イベント ビジュアルアーツ大感謝祭 Shift : NEXT→Generation! - きみとかなでるあしたへのうた -』を7月29日に横浜アリーナで開催。
  - 10月 - 東京MX他にてTVアニメ『リトルバスターズ！』（制作：J.C.STAFF）放送開始
- 2013年（平成25年）
  - 1月 - 『ビジュアルアーツマーケット (現アニゲマ)』オープン。
  - 通販システムを新システムへ移行。年齢制限付商品の販売を「BgameBox」での委託受付から自社サイト『VA購買部+』へ統合。
  - 4月 - Mobageにてソーシャルゲーム『リトルバスターズ！ カードミッション』を開始。
- 2014年（平成26年）
  - 2月
    - 同社代表取締役 馬場 隆博がキャラクター総合イベント「character1」代表理事に就任
    - オリジナルTVアニメ『Charlotte』情報公開

  - 4月 - 「ビジュアルアーツマーケット」から「アニゲマ」へリニューアルオープン
  - 6月 - Mobageにてソーシャルゲーム『AngelBeats! -Operation Wars-』を開始。2015年
- 2015年（平成27年）
  - 4月 - Key15周年イベント『Key 15th Fes.』「KSL Live World way to the Angel Beats! -1st-」＆「AKIBA BASE」を東京・ディファ有明＆ベルサール秋葉原にて開催
  - 6月
    - シンガポールにて開催された『CHARA EXPO 2015』へ出展
    - Key『Angel Beats! -1st beat-』発売

  - 7月
    - パリにて開催された『JAPAN EXPO 2015』、アメリカ・ロサンゼルスにて開催された『ANIME EXPO 2015』、香港にて開催された『Creative Paradise 02』に出展
    - オリジナルTVアニメ『Charlotte』放送開始

  - 9月 - TVアニメ『Rewrite』情報公開
  - 11月 - 『Charlotte Secret Live』を開催
- 2016年（平成28年）
  - 4月
    - ライブイベント『KSL Live World 2016 ～the Animation Charlotte＆Rewrite～』を豊洲PITにて開催
    - アニメ『planetarian～ちいさなほしのゆめ～』製作発表会開催

  - 5月 - アメリカ／シカゴで開催された『Anime Central 2016』へ出展
  - 7月
    - アメリカ／ロサンゼルスにて開催された『ANIME EXPO 2016』、シンガポールにて開催された『C3 CHARA EXPO 2016』、香港にて開催された『Creative Paradise 03』へ出展
    - TVアニメ『Rewrite』第1期放送開始
    - アニメ『planetarian～ちいさなほしのゆめ～』配信開始（全5話）

  - 9月 - 劇場版アニメ『planetarian～星の人～』公開
  - 10月 - TVアニメ『Rewrite』第2期放送開始
- 2017年（平成29年）
  - 2月 - ソーシャルゲーム『Rewite IgnisMemoria』サービスイン
  - 4月 - 大阪本社の映像収録スタジオを開設
- 2018年（平成30年）
  - アニメスタジオ『バイブリーアニメーションスタジオ』設立出資
  - 12月 - 社名表記及びコーポレートロゴをVisualArt'sからVISUAL ARTSへ変更
- 2019年（平成31年・令和元年）
  - 10月 - ソーシャルゲーム『偽りのアリス』サービスイン
- 2022年（令和4年）
  - 6月 - モバイルゲーム事業部・東京支社（新オフィス）を開設。
  - 9月 - キネティックノベルスを創刊。
- 2023年（令和5年）
  - 7月 - 中国のテンセント・ホールディングスへ全株式を譲渡し、同社の完全子会社となる。馬場は社長を退任し、相談役に就任するとともに、後継の社長には天雲玄樹（丘野塔也）が就任した[10][11]。
- 2024年（令和6年）
  - 6月24日 - 大阪本社を大阪市浪速区難波中のパークスタワーに移転。

## ブランド一覧

### 現在のブランド
- Key
- I've
- Key Sounds Label
- queens label
- ocelot
- OTSU
- CURE RECORDS
- fripSide
- jAcKp☆TrASH
- JADE[12]
- team AECA[注釈 4]

### 過去のブランド

#### 活動休止・解散・移管したブランド
- 13cm（13cc, 130cm, アーヴォリオ）
- AMEDEO
- A.S.S.
- Bonbee!（ボンびぃボンボン）
- b works
- Dress
- g-clef
- H.I.design office
- Kur-Mar-Ter
- LimeLight
- mana
- RAM
- Radi
- Rio
- Sirius
- studioオルカ
- ZERO
- イージーオー（E.G.O.）
- のると
- 人形遊戯舎
- 空中カリカチュア
- AKIKO
- D-XX
- FLADY
- IMAGE CRAFT（Oz PROJECT, ぷち蔵）
- otherwise
- PASS GUARD
- PLAYM
- REALDEAL
- Words
- 悪美
- アンフィニ
- 大熊猫
- 仮面商会
- きゅろっと
- たまちゅ堂
- ななせんち
- ホエール
- ハーベスト（HERVEST）[注釈 5]
- 林組
- まんぼうソフト
- ミスチフ
- 雅（みやび）
- レックス（REX）
- 萌。、萌♂
- tone work’s[注釈 6]
- Frill[注釈 6]
- catwalk[注釈 6]
- ZION[注釈 6]
- Studio Mebius（Studio Ring）[注釈 6]
- GLOVETY[注釈 6]
- はむはむソフト[14][注釈 6]
- 裸足少女[注釈 6]
- Spray[注釈 6]
- CRAFTWORK[注釈 6]

#### 提携を解消したブランド
- Blasterhead
- 時代屋
- SAGA PLANETS

## 書籍

### 小説
- キネティックノベルス

### 雑誌
- ビジュアルスタイル

### 過去の書籍

#### 小説（過去）
- VA文庫

## スタッフ

### 所属スタッフ
シナリオ
- 魁
- 麻枝准
- 丘野塔也
- 山地浩志
- 白矢たつき

音楽
- 折戸伸治
- 麻枝准
- 西邑在処（VWN）
- どんまる
- 竹下智博

原画
- Na-Ga
- 兎塚エイジ
- 恋泉天音
- 伊倉ナギサ

グラフィック
- しのり〜
- Na-Ga
- 咲蘭（SaQ:RA）
- 餅介
- yucchi
- 鳥の
- 木本らい
- けだまり藤吉

プログラマ
- 生波夢
- となぴょん
- 五十鈴健太郎
- 紺乃瀬那

その他
- 藤井知貴
- MIRIKO
- たまち露
- 豊泉香城
- D坂本
- 柴P
- Matthias Werner

### 過去の所属スタッフ
シナリオ
- 都乃河勇人
- 久弥直樹
- 涼元悠一（現所属：アクアプラス）

音楽
- 戸越まごめ
- 清水準一

原画
- 樋上いたる（現所属：ネクストン）